# Coniopteryx ezequi
Coniopteryx ezequi är en insektsart som beskrevs av Monserrat 1984. Coniopteryx ezequi ingår i släktet Coniopteryx och familjen vaxsländor. Inga underarter finns listade i Catalogue of Life.